# Bulbophyllum insulsoides
Bulbophyllum insulsoides är en orkidéart som beskrevs av Gunnar Seidenfaden. Bulbophyllum insulsoides ingår i släktet Bulbophyllum och familjen orkidéer. Inga underarter finns listade i Catalogue of Life.